# Thorpe Bay
Thorpe Bay is een plaats en civil parish in het bestuurlijke gebied Southend-on-Sea, in het Engelse graafschap Essex.